# The Dead South
The Dead South er et canadisk bluegrass band fra Regina, Saskatchewan, som blev dannet i 2012.

## Historie
Gruppen blev dannet i 2012 af Nate Hilts og Danny Kenyon, som havde fået idéen, imens at de havde spillet sammen i et grungeband. Kort efter blev Colton Crawford og Scott Pringle del af gruppen, som nu officielt var i gang. De udgav deres første EP kaldet The Ocean Went Mad and We Were to Blame i 2013. Herefter udgav de deres første studiealbum Good Company i 2014. Albummet var en succes, især sangen "In Hell, I'll Be In Good Company" gik viralt, og har til dato opnået mere end 300 millioner visninger på YouTube.
Crawford forlod gruppen i 2016, og blev erstattet af Eliza Mary Doyle. I august af samme år udgav de deres andet album, Illusion & Doubt. De modtog i 2018 en Juno Award for albummet for bedste "traditionelle" album. I 2018 blev det også annonceret, at Crawford ville vende tilbage til bandet.
Deres tredje album, Sugar & Joy, blev udgivet i 2019, og modtog positive anmeldelser. Det blev opfulgt med to EP'er i 2022, kaldet Easy Listening for Jerks Pt. 1 og 2.

## Medlemmer
Nuværende medlemmer
- Nate Hilts (hovedvokal, guitar, mandolin) (2012–nu)
- Scott Pringle (guitar, mandolin, vokal) (2012–nu)
- Colton Crawford (banjo) (2012–2015, 2018–nu)
- Danny Kenyon (cello, vokal) (2012–2020, 2021-nu)

Tidligere medlemmer
- Eliza Mary Doyle (banjo) (2016–2018)
- Erik Mehlsen (cello) (2015–2018)

## Diskografi
Studiealbum
- Good Company (2014)
- Illusion & Doubt (2016)
- Sugar & Joy (2019)

EP
- The Ocean Went Mad and We Were to Blame (2013)
- Easy Listening for Jerks Pt. 1 (2022)
- Easy Listening for Jerks Pt. 2 (2022)